# Pullimosina pullula
Pullimosina pullula är en tvåvingeart som först beskrevs av Zetterstedt 1847.  Pullimosina pullula ingår i släktet Pullimosina och familjen hoppflugor. Arten är reproducerande i Sverige. Inga underarter finns listade i Catalogue of Life.